# Fathiya Fuad do Egito
Fathiya bint Fuad (em árabe: فتحية بنت فؤاد الأول ) (Cairo, 17 de dezembro de 1930 - Los Angeles, 6 de dezembro de 1976), foi princesa do Egito desde seu nascimento até agosto de 1950, quando foi despojada de seus títulos, distinções e direitos por seu irmão mais velho, o rei Faruque I, em virtude de seu casamento com um plebeu sem o consentimento real.

## Biografia

### Família
Sua Alteza Sultanica, a Princesa Fathiya bint Fuad, nasceu no Palácio Koubbeh, no Cairo. Era a filha mais nova (e a favorita, segundo cronistas da época ) do sultão Fuade I do Egito e do Sudão (mais tarde, rei Fuade I), e de sua segunda esposa, Nazli Sabri. Um de seus antepassados foi Suleiman Paşa, um oficial do exército francês que serviu sob as ordens de Napoleão e supervisionou a reestruturação do exército egípcio. Além de suas irmãs, Fawzia, Faiza e Faika, e de seu irmão, Faruque, tinha dois meio-irmãos do casamento anterior de seu pai com a princesa Shivakiar Khanum Effendi.

### Mudança para os Estados Unidos

Casamento de Riad Ghali e Fathiya do Egito, em São Francisco, 1950.

Um ano após a morte de Fuade I, em 1936, a rainha Nazli casou-se secretamente com Ahmed Hassanein. A união morganática não contou com a aprovação real e o episódio abalou definitivamente as relações entre a Rainha-mãe e Faruque I. Após um racha prolongado com o filho, a rainha Nazli deixou o Egito para um tratamento médico, levando consigo a princesa Fathiya, então com 15 anos de idade.
Em sua passagem por Marselha, a rainha-mãe conheceu Riad Ghali, funcionário do consulado egípcio naquela cidade. Apontado como oportunista e viciado em jogos de azar, Riad ganhou a confiança de Nazli - que o contratou como seu secretário particular - e a acompanhou em sua viagem pela França, Suíça e Inglaterra. Em 1948, viajou aos Estados Unidos a pretexto de fazer uma cirurgia, mas permaneceu no país mesmo após sua convelescença, contrariando os pedidos de seu filho para retornar ao Egito. Nessa época teve início um relacionamento amoroso entre Riad e a princesa Fathiya.

### Casamento
A aproximação entre Riad e Fathiya foi apoiada por sua mãe, embora o rei fosse totalmente contrário ao relacionamento dos dois. Ignorando a proibição de Faruque e a determinação do Conselho Privado para retornar ao Egito e casar-se com o pretendente escolhido pelo rei, Fathiya casou-se com o plebeu Riad em 25 de abril de 1950, numa cerimônia civil no Hotel Fairmont, em São Francisco. O casal teve três filhos:
- Rafik (1952)
- Rayed (1954-2007)
- Ranya (1956)

Ao tomar conhecimento do matrimônio, Faruque I declarou-o inválido e determinou o retorno de Nazli e Fathiya ao Egito no prazo máximo de 60 dias. A resposta da rainha-mãe ganhou as manchetes dos jornais americanos. Declarações, como: "Só sairei de São Francisco quando estiver pronta!" e "Ninguém tem influência sobre mim ou minha vida. Se penso que devo fazer algo, eu faço!", enfureceram Faruque e foram bastante comentadas pela população egípcia. Num decreto publicado em 8 de agosto de 1950, Faruque I priva Nazli e Fathiya de todos e quaisquer títulos, distinções e direitos reais, além de despojá-las de seus bens móveis e imóveis.

## Últimos anos

### Falência
Às dificuldades financeiras resultantes do decreto real de 1950, somaram-se as perdas provenientes da incompetência de Riad em administrar o dinheiro (produto da venda de propriedades e jóias) da ex-rainha Nazli e de sua esposa. O casal separou-se formalmente em 1965 e Fathiya passou a dividir um apartamento com sua mãe, em Los Angeles.
Riad deixou de pagar pensão alimentícia à ex-mulher em 1972, o que forçou a ex-princesa egípcia a trabalhar como empregada doméstica. O montante das dívidas de Fathiya e Nazli levou-as a declarar falência em 1974. Em 1976, as jóias da ex-rainha foram leiloadas pela Sotheby's (incluindo seu diadema de 720 diamantes e 274 quilates), mas os lances não foram suficientes para saldar seus débitos.

### Morte
Autorizada por Anwar Al Sadat a retornar ao Egito, Fathiya planejava viajar ao seu país natal em janeiro de 1977, onde pretendia contar com o auxílio de simpatizantes para investir numa firma de importação, agência de viagem ou empresa de relações públicas.
Em 6 de dezembro de 1976, Riad Ghali foi até o modesto apartamento que Fathiya dividia com sua mãe, em West Los Angeles. A ex-princesa estava sozinha e foi morta com cinco tiros (quatro deles desferidos em seu rosto). Riad tentou o suicídio logo após o crime, mas sobreviveu aos ferimentos com graves sequelas (cegueira e paralisia).
Riad Ghali foi condenado a 15 anos de prisão e morreu no cárcere três anos depois.
Fathiya Fuad foi sepultada no Holy Cross Cemetery, um cemitério católico em Culver City, Califórnia.

## Títulos e distinções
- Sua Alteza Sultânica, a Princesa Fathiya do Egito e Sudão
- Sua Alteza Real, a Princesa Fathiya do Egito e Sudão [18]
- A Sra. Riad Ghali

## Ancestrais
Fathiya também tinha ascendência albanesa, circassiana e francesa. A Casa de Maomé Ali, da qual ela fazia parte, era de origem albanesa. Seus ascendentes foram :
|  |                                                                       |  |  |  |  |  |  |  |  |  |  |  |  |  |  |  |
|  | 16. Maomé Ali Paxá, Uáli do Egito                                     |  |  |  |  |  |  |  |  |  |  |  |  |  |  |  |
|  |                                                                       |  |  |  |  |  |  |  |  |  |  |  |  |  |  |  |
|  |                                                                       |  |  |  |  |  |  |  |  |  |  |  |  |  |  |  |
|  | 8. Ibraim Paxá, Uáli do Egito                                         |  |  |  |  |  |  |  |  |  |  |  |  |  |  |  |
|  |                                                                       |  |  |  |  |  |  |  |  |  |  |  |  |  |  |  |
|  |                                                                       |  |  |  |  |  |  |  |  |  |  |  |  |  |  |  |
|  | 17. Amine                                                             |  |  |  |  |  |  |  |  |  |  |  |  |  |  |  |
|  |                                                                       |  |  |  |  |  |  |  |  |  |  |  |  |  |  |  |
|  |                                                                       |  |  |  |  |  |  |  |  |  |  |  |  |  |  |  |
|  | 4. Isma'il Paşa, Quediva do Egito                                     |  |  |  |  |  |  |  |  |  |  |  |  |  |  |  |
|  |                                                                       |  |  |  |  |  |  |  |  |  |  |  |  |  |  |  |
|  |                                                                       |  |  |  |  |  |  |  |  |  |  |  |  |  |  |  |
|  | 9. Hoshyar                                                            |  |  |  |  |  |  |  |  |  |  |  |  |  |  |  |
|  |                                                                       |  |  |  |  |  |  |  |  |  |  |  |  |  |  |  |
|  |                                                                       |  |  |  |  |  |  |  |  |  |  |  |  |  |  |  |
|  | 2. Fuade I, Rei do Egito                                              |  |  |  |  |  |  |  |  |  |  |  |  |  |  |  |
|  |                                                                       |  |  |  |  |  |  |  |  |  |  |  |  |  |  |  |
|  |                                                                       |  |  |  |  |  |  |  |  |  |  |  |  |  |  |  |
|  | 5. Ferial Hanem                                                       |  |  |  |  |  |  |  |  |  |  |  |  |  |  |  |
|  |                                                                       |  |  |  |  |  |  |  |  |  |  |  |  |  |  |  |
|  |                                                                       |  |  |  |  |  |  |  |  |  |  |  |  |  |  |  |
|  | 1. Princesa Fathiya do Egito (até 1950) Srª Fathiya Ghali (após 1950) |  |  |  |  |  |  |  |  |  |  |  |  |  |  |  |
|  |                                                                       |  |  |  |  |  |  |  |  |  |  |  |  |  |  |  |
|  |                                                                       |  |  |  |  |  |  |  |  |  |  |  |  |  |  |  |
|  | 6. Abdel Rahim Sabri Paşa                                             |  |  |  |  |  |  |  |  |  |  |  |  |  |  |  |
|  |                                                                       |  |  |  |  |  |  |  |  |  |  |  |  |  |  |  |
|  |                                                                       |  |  |  |  |  |  |  |  |  |  |  |  |  |  |  |
|  | 3. Nazli Sabri                                                        |  |  |  |  |  |  |  |  |  |  |  |  |  |  |  |
|  |                                                                       |  |  |  |  |  |  |  |  |  |  |  |  |  |  |  |
|  |                                                                       |  |  |  |  |  |  |  |  |  |  |  |  |  |  |  |
|  | 28. Maomé Saíde, cádi de Meca                                         |  |  |  |  |  |  |  |  |  |  |  |  |  |  |  |
|  |                                                                       |  |  |  |  |  |  |  |  |  |  |  |  |  |  |  |
|  |                                                                       |  |  |  |  |  |  |  |  |  |  |  |  |  |  |  |
|  | 14. Maomé Xarife Paxá, Primeiro-Ministro do Egito                     |  |  |  |  |  |  |  |  |  |  |  |  |  |  |  |
|  |                                                                       |  |  |  |  |  |  |  |  |  |  |  |  |  |  |  |
|  |                                                                       |  |  |  |  |  |  |  |  |  |  |  |  |  |  |  |
|  | 7. Tewfika Hanim                                                      |  |  |  |  |  |  |  |  |  |  |  |  |  |  |  |
|  |                                                                       |  |  |  |  |  |  |  |  |  |  |  |  |  |  |  |
|  |                                                                       |  |  |  |  |  |  |  |  |  |  |  |  |  |  |  |
|  | 30. Joseph Anthelme Sève (Suleiman Paşa)                              |  |  |  |  |  |  |  |  |  |  |  |  |  |  |  |
|  |                                                                       |  |  |  |  |  |  |  |  |  |  |  |  |  |  |  |
|  |                                                                       |  |  |  |  |  |  |  |  |  |  |  |  |  |  |  |
|  | 15. Nazli Hanim                                                       |  |  |  |  |  |  |  |  |  |  |  |  |  |  |  |
|  |                                                                       |  |  |  |  |  |  |  |  |  |  |  |  |  |  |  |
|  |                                                                       |  |  |  |  |  |  |  |  |  |  |  |  |  |  |  |
|  | 31. Mariam Hanim                                                      |  |  |  |  |  |  |  |  |  |  |  |  |  |  |  |
|  |                                                                       |  |  |  |  |  |  |  |  |  |  |  |  |  |  |  |
|  |                                                                       |  |  |  |  |  |  |  |  |  |  |  |  |  |  |  |

## Nota
- Este artigo foi inicialmente traduzido, total ou parcialmente, do artigo da Wikipédia em árabe cujo título é «فتحية_بنت_فؤاد_الأول».